# Miami Open 2023 - Qualificazioni singolare maschile
Le qualificazioni del singolare maschile del Miami Open 2023 sono state un torneo di tennis preliminare per accedere alla fase finale della manifestazione. I vincitori dell'ultimo turno sono entrati di diritto nel tabellone principale. In caso di ritiro di uno o più giocatori aventi diritto a questi sono subentrati i lucky loser, ossia i giocatori che hanno perso nell'ultimo turno ma che avevano una classifica più alta rispetto agli altri partecipanti che avevano comunque perso nel turno finale.

## Teste di serie
1. Nuno Borges (qualificato)
2. Christopher O'Connell (ultimo turno, lucky loser)
3. Jordan Thompson (qualificato)
4. Emilio Gómez (primo turno)
5. Zhang Zhizhen (ultimo turno)
6. Thanasi Kokkinakis (ultimo turno, lucky loser)
7. Cristian Garín (qualificato)
8. Daniel Altmaier (qualificato)
9. Aleksandar Kovacevic (ultimo turno, lucky loser)
10. Christopher Eubanks (qualificato)
11. Radu Albot (ultimo turno)
12. Roman Safiullin (qualificato)

1. James Duckworth (primo turno)
2. Matteo Arnaldi (primo turno)
3. Pavel Kotov (qualificato)
4. Nikoloz Basilašvili (primo turno)
5. Gijs Brouwer (primo turno)
6. Borna Gojo (ultimo turno)
7. Yosuke Watanuki (qualificato)
8. Camilo Ugo Carabelli (primo turno, ritirato)
9. Tomáš Macháč (ultimo turno)
10. Rinky Hijikata (primo turno)
11. Aleksandr Ševčenko (primo turno)
12. Jan-Lennard Struff (qualificato)

## Qualificati
1. Nuno Borges
2. Yosuke Watanuki
3. Jordan Thompson
4. Felipe Meligeni Alves
5. Jan-Lennard Struff
6. Benoît Paire

1. Cristian Garín
2. Daniel Altmaier
3. Aleksandar Vukic
4. Christopher Eubanks
5. Pavel Kotov
6. Roman Safiullin

### Lucky loser
1. Christopher O'Connell
2. Thanasi Kokkinakis

1. Aleksandar Kovacevic

## Tabellone

### Legenda
| - Q = Qualificato - WC = Wild card - LL = Lucky loser | - ALT = Alternate - SE = Special Exempt - PR = Protected Ranking | - w/o = Walkover - r = Ritirato - d = Squalificato |

### Sezione 1
|  | Primo turno | Primo turno   | Primo turno   | Primo turno | Primo turno |  |  | Ultimo turno | Ultimo turno | Ultimo turno | Ultimo turno | Ultimo turno |  |
|  |             |               |               |             |             |  |  |              |              |              |              |              |  |
|  | 1           | Nuno Borges   | Nuno Borges   | 6           | 6           |  |  |              |              |              |              |              |  |
|  |             | Steve Johnson | Steve Johnson | 4           | 4           |  |  | 1            | Nuno Borges  | 6            | 6            | 7            |  |
|  |             | Brandon Holt  | 7             | 65          | 63          |  |  | 18           | Borna Gojo   | 4            | 7            | 6            |  |
|  | 18          | Borna Gojo    | 64            | 7           | 7           |  |  |              |              |              |              |              |  |

### Sezione 2
|  | Primo turno | Primo turno           | Primo turno           | Primo turno | Primo turno |  |  | Ultimo turno | Ultimo turno          | Ultimo turno          | Ultimo turno | Ultimo turno |  |
|  |             |                       |                       |             |             |  |  |              |                       |                       |              |              |  |
|  | 2           | Christopher O'Connell | Christopher O'Connell | 7           | 6           |  |  |              |                       |                       |              |              |  |
|  |             | Yannick Hanfmann      | Yannick Hanfmann      | 62          | 4           |  |  | 2            | Christopher O'Connell | Christopher O'Connell | 4            | 4            |  |
|  | WC          | Alexander Blockx      | 6                     | 3           | 0           |  |  | 19           | Yosuke Watanuki       | Yosuke Watanuki       | 6            | 6            |  |
|  | 19          | Yosuke Watanuki       | 3                     | 6           | 6           |  |  |              |                       |                       |              |              |  |

### Sezione 3
|  | Primo turno | Primo turno     | Primo turno     | Primo turno | Primo turno |  |  | Ultimo turno | Ultimo turno    | Ultimo turno | Ultimo turno | Ultimo turno |  |
|  |             |                 |                 |             |             |  |  |              |                 |              |              |              |  |
|  | 3           | Jordan Thompson | Jordan Thompson | 6           | 6           |  |  |              |                 |              |              |              |  |
|  |             | Renzo Olivo     | Renzo Olivo     | 2           | 1           |  |  | 3            | Jordan Thompson | 6            | 3            | 6            |  |
|  | PR          | Bradley Klahn   | Bradley Klahn   | 4           | 4           |  |  | 21           | Tomáš Macháč    | 4            | 6            | 3            |  |
|  | 21          | Tomáš Macháč    | Tomáš Macháč    | 6           | 6           |  |  |              |                 |              |              |              |  |

### Sezione 4
|  | Primo turno | Primo turno           | Primo turno    | Primo turno | Primo turno |  |  | Ultimo turno | Ultimo turno          | Ultimo turno          | Ultimo turno | Ultimo turno |  |
|  |             |                       |                |             |             |  |  |              |                       |                       |              |              |  |
|  | 4           | Emilio Gómez          | Emilio Gómez   | 2           | 2           |  |  |              |                       |                       |              |              |  |
|  |             | Timofej Skatov        | Timofej Skatov | 6           | 6           |  |  |              | Timofej Skatov        | Timofej Skatov        | 4            | 65           |  |
|  |             | Felipe Meligeni Alves | 6              | 1           | 6           |  |  |              | Felipe Meligeni Alves | Felipe Meligeni Alves | 6            | 7            |  |
|  | 16          | Nikoloz Basilašvili   | 4              | 6           | 1           |  |  |              |                       |                       |              |              |  |

### Sezione 5
|  | Primo turno | Primo turno        | Primo turno     | Primo turno | Primo turno |  |  | Ultimo turno | Ultimo turno       | Ultimo turno       | Ultimo turno | Ultimo turno |  |
|  |             |                    |                 |             |             |  |  |              |                    |                    |              |              |  |
|  | 5           | Zhang Zhizhen      | Zhang Zhizhen   | 6           | 6           |  |  |              |                    |                    |              |              |  |
|  |             | Mattia Bellucci    | Mattia Bellucci | 1           | 3           |  |  | 5            | Zhang Zhizhen      | Zhang Zhizhen      | 4            | 2            |  |
|  | WC          | Learner Tien       | 6               | 3           | 4           |  |  | 24           | Jan-Lennard Struff | Jan-Lennard Struff | 6            | 6            |  |
|  | 24          | Jan-Lennard Struff | 3               | 6           | 6           |  |  |              |                    |                    |              |              |  |

### Sezione 6
|  | Primo turno | Primo turno        | Primo turno        | Primo turno | Primo turno |  |  | Ultimo turno | Ultimo turno       | Ultimo turno | Ultimo turno | Ultimo turno |  |
|  |             |                    |                    |             |             |  |  |              |                    |              |              |              |  |
|  | 6           | Thanasi Kokkinakis | Thanasi Kokkinakis | 6           | 6           |  |  |              |                    |              |              |              |  |
|  |             | Andrea Collarini   | Andrea Collarini   | 3           | 3           |  |  | 6            | Thanasi Kokkinakis | 4            | 6            | 5            |  |
|  | WC          | Benoît Paire       | Benoît Paire       | 6           | 6           |  |  | WC           | Benoît Paire       | 6            | 4            | 7            |  |
|  | 17          | Gijs Brouwer       | Gijs Brouwer       | 2           | 4           |  |  |              |                    |              |              |              |  |

### Sezione 7
|  | Primo turno | Primo turno        | Primo turno    | Primo turno | Primo turno |  |  | Ultimo turno | Ultimo turno     | Ultimo turno     | Ultimo turno | Ultimo turno |  |
|  |             |                    |                |             |             |  |  |              |                  |                  |              |              |  |
|  | 7           | Cristian Garín     | Cristian Garín | 6           | 6           |  |  |              |                  |                  |              |              |  |
|  |             | Kaichi Uchida      | Kaichi Uchida  | 4           | 4           |  |  | 7            | Cristian Garín   | Cristian Garín   | 7            | 6            |  |
|  |             | Alejandro Tabilo   | 4              | 6           | 6           |  |  |              | Alejandro Tabilo | Alejandro Tabilo | 65           | 1            |  |
|  | 23          | Aleksandr Ševčenko | 6              | 1           | 4           |  |  |              |                  |                  |              |              |  |

### Sezione 8
|  | Primo turno | Primo turno          | Primo turno     | Primo turno | Primo turno |  |  | Ultimo turno | Ultimo turno         | Ultimo turno         | Ultimo turno | Ultimo turno |  |
|  |             |                      |                 |             |             |  |  |              |                      |                      |              |              |  |
|  | 8           | Daniel Altmaier      | Daniel Altmaier | 7           | 7           |  |  |              |                      |                      |              |              |  |
|  | WC          | Martin Damm          | Martin Damm     | 5           | 63          |  |  | 8            | Daniel Altmaier      | Daniel Altmaier      | 6            | 6            |  |
|  |             | Geoffrey Blancaneaux | 3               | 6           | 6           |  |  |              | Geoffrey Blancaneaux | Geoffrey Blancaneaux | 2            | 2            |  |
|  | 22          | Rinky Hijikata       | 6               | 3           | 4           |  |  |              |                      |                      |              |              |  |

### Sezione 9
|  | Primo turno | Primo turno          | Primo turno      | Primo turno | Primo turno |  |  | Ultimo turno | Ultimo turno         | Ultimo turno         | Ultimo turno | Ultimo turno |  |
|  |             |                      |                  |             |             |  |  |              |                      |                      |              |              |  |
|  | 9           | Aleksandar Kovacevic | 6(1)             | 7           | 7           |  |  |              |                      |                      |              |              |  |
|  |             | Maximilian Marterer  | 7                | 64          | 6(0)        |  |  | 9            | Aleksandar Kovacevic | Aleksandar Kovacevic | 3            | 64           |  |
|  |             | Aleksandar Vukic     | Aleksandar Vukic | 6           | 7           |  |  |              | Aleksandar Vukic     | Aleksandar Vukic     | 6            | 7            |  |
|  | 13          | James Duckworth      | James Duckworth  | 1           | 5           |  |  |              |                      |                      |              |              |  |

### Sezione 10
|  | Primo turno | Primo turno         | Primo turno         | Primo turno | Primo turno |  |  | Ultimo turno | Ultimo turno        | Ultimo turno | Ultimo turno | Ultimo turno |  |
|  |             |                     |                     |             |             |  |  |              |                     |              |              |              |  |
|  | 10          | Christopher Eubanks | Christopher Eubanks | 6           | 6           |  |  |              |                     |              |              |              |  |
|  | WC          | Abedallah Shelbayh  | Abedallah Shelbayh  | 3           | 3           |  |  | 10           | Christopher Eubanks | 62           | 6            | 7            |  |
|  |             | Lukáš Klein         | 6                   | 4           | 6           |  |  |              | Lukáš Klein         | 7            | 3            | 64           |  |
|  | 14          | Matteo Arnaldi      | 4                   | 6           | 4           |  |  |              |                     |              |              |              |  |

### Sezione 11
|  | Primo turno | Primo turno | Primo turno | Primo turno | Primo turno |  |  | Ultimo turno | Ultimo turno | Ultimo turno | Ultimo turno | Ultimo turno |  |
|  |             |             |             |             |             |  |  |              |              |              |              |              |  |
|  | 11          | Radu Albot  | 65          | 6           | 7           |  |  |              |              |              |              |              |  |
|  |             | Elias Ymer  | 7           | 4           | 64          |  |  | 11           | Radu Albot   | Radu Albot   | 2            | 3            |  |
|  |             | Wu Tung-lin | Wu Tung-lin | 2           | 65          |  |  | 15           | Pavel Kotov  | Pavel Kotov  | 6            | 6            |  |
|  | 15          | Pavel Kotov | Pavel Kotov | 6           | 7           |  |  |              |              |              |              |              |  |

### Sezione 12
|  | Primo turno | Primo turno               | Primo turno | Primo turno | Primo turno |  |  | Ultimo turno | Ultimo turno    | Ultimo turno    | Ultimo turno | Ultimo turno |  |
|  |             |                           |             |             |             |  |  |              |                 |                 |              |              |  |
|  | 12          | Roman Safiullin           | 4           | 6           | 6           |  |  |              |                 |                 |              |              |  |
|  |             | Nicolas Moreno de Alboran | 6           | 3           | 2           |  |  | 12           | Roman Safiullin | Roman Safiullin | 6            | 6            |  |
|  |             | Filip Misolic             | 6           | 5           |             |  |  |              | Filip Misolic   | Filip Misolic   | 3            | 3            |  |
|  | 20          | Camilo Ugo Carabelli      | 3           | 3           | r           |  |  |              |                 |                 |              |              |  |